# Лука (Чортківський район)
Лука́ — село в Україні, у Монастириській міській громаді Чортківського району Тернопільської області. Розташоване на річці Дністер, на заході району. До 2020 року підпорядковане Устя-Зеленській сільській раді.
Населення — 406 осіб (2003).

## Історія
Перша писемна згадка — 1417 року.
Князь Самійло Корецький у 1616 році став посідачем села (також посів місто Устя-Зелене та місцевий замок, Тумир, Межигір'я (із замком), Тростянець, Кремидів (із замком), Стриганці, Рошнів, Лисець, Горохолина, Довге, Стебник, Тисовичі).
У 1658 році парафія в Луці згадується в Катедратику Львівської єпархії  .
Карта 1783 року показує, що  в селі була церква, проте визначити точне місце її розташування не вдалося.
Діяли «Просвіта», «Луг» та інші українські товариства, кооператива.
Належало до повітового суду в Монастириську за часів Австро-Угорщини.
Під час хліборобського страйку в Галичині влітку 1902 року селяни Луки Бучацького повіту не брали в ньому участі через пристойну платню, яку отримували від Михайла Луцького — власника маєтку, земельних ділянок, батька Остапа Луцького.
Від 1942 р. луківчани почали приєднуватися до УПА, зокрема:
- Петро Дорож, Мирон Коржик, Йосип Короташ, Михайло Красій, Іван Левко (“Шах”), Роман Мокринський, Оксана Почерева, Василь Роїк, Петро Слободян, Ярослав Солтус, Амброзій Сплавник, Михайло Ціцюра – кулеметник УПА, Іван Чорній, Степан Шевчук (“Чумак”) – командир боївки, Антон Шеленко.

Зв’язковими УПА були Марія Павелко і Марія Слободян. Серед репресованих уродженців села:
- Мальвіна Григорців, Іван (1924 р. н.), Марія (1898–1961), Михайло (1927 р. н.), Олекса (1927 р. н.), Петро (1919 р. н.) та Степан (1917–1944) Кульбаби, Амброз (1910 р. н.) і Марія (1914 р. н.) Павелки, Андрій, Дмитро (1938 р. н.) та Софія (1924 р. н.) Шпирки, Марія Шпирка-Красій.

Протягом 1962–1966 село належало до Бучацького району. 
12 червня 2020 року, відповідно до розпорядження Кабінету Міністрів України № 724-р «Про визначення адміністративних центрів та затвердження територій територіальних громад Тернопільської області» увійшло до складу Монастириської міської громади.
19 липня 2020 року, в результаті адміністративно-територіальної реформи та ліквідації Монастириського району, село увійшло до складу Чортківського району.

## Політика

### Парламентські вибори, 2019
На позачергових парламентських виборах 2019 року у селі функціонувала окрема виборча дільниця № 610710, розташована у приміщенні будинку культури.
Результати
- зареєстровано 178 виборців, явка 74,16%, найбільше голосів віддано за Всеукраїнське об'єднання «Батьківщина» — 24,43%, за «Європейську Солідарність» — 19,08%, за Радикальну партію Олега Ляшка — 18,32%.[7] В одномандатному окрузі найбільше голосів отримав Микола Люшняк (самовисування) — 41,09%, за Аллу Стечишин (самовисування) — 27,91%, за Романа Василіцького (Об'єднання «Самопоміч») — 10,08%[8].

## Населення

### Мова
Розподіл населення за рідною мовою за даними перепису 2001 року:
| Мова       | Кількість | Відсоток |
| ---------- | --------- | -------- |
| українська | 410       | 99.76%   |
| російська  | 1         | 0.24%    |
| Усього     | 411       | 100%     |

## Відомі особистості
В поселенні народилися:
- Роман Луцик  (1900—1974) — український бібліотекознавець, публіцист, громадський діяч, колекціонер книг.
- Мирон Луцький  (1891—1961) — український галицький військовий, політичний (хлібороб-суспільник[1]), кооперативний і громадський діяч.

## Пам'ятки
- Є церква Перенесення мощей святого Миколая (1927, дерев'яна).
- Споруджено пам'ятники І. Франку (1958), Т. Шевченку (1961), насипано символічну могилу Борцям за волю України (1992).
- Геологічна пам'ятка природи місцевого значення Відслонення юрських відкладів.

Пам'ятник Тарасові Шевченку
Пам'ятка монументального мистецтва місцевого значення.
Встановлений 1967 р. Скульптор – Мацієвський (Івано-Франківськ).
Погруддя – бетон, постамент – цегла, цемент.
Погруддя – 0,9 м, постамент – 1,5 м.

## Соціальна сфера
Працюють клуб, бібліотека.
Серед жителів села в основному старші люди, за виборчим списком 2010 року в селі близько 250 виборців.

## Світлини

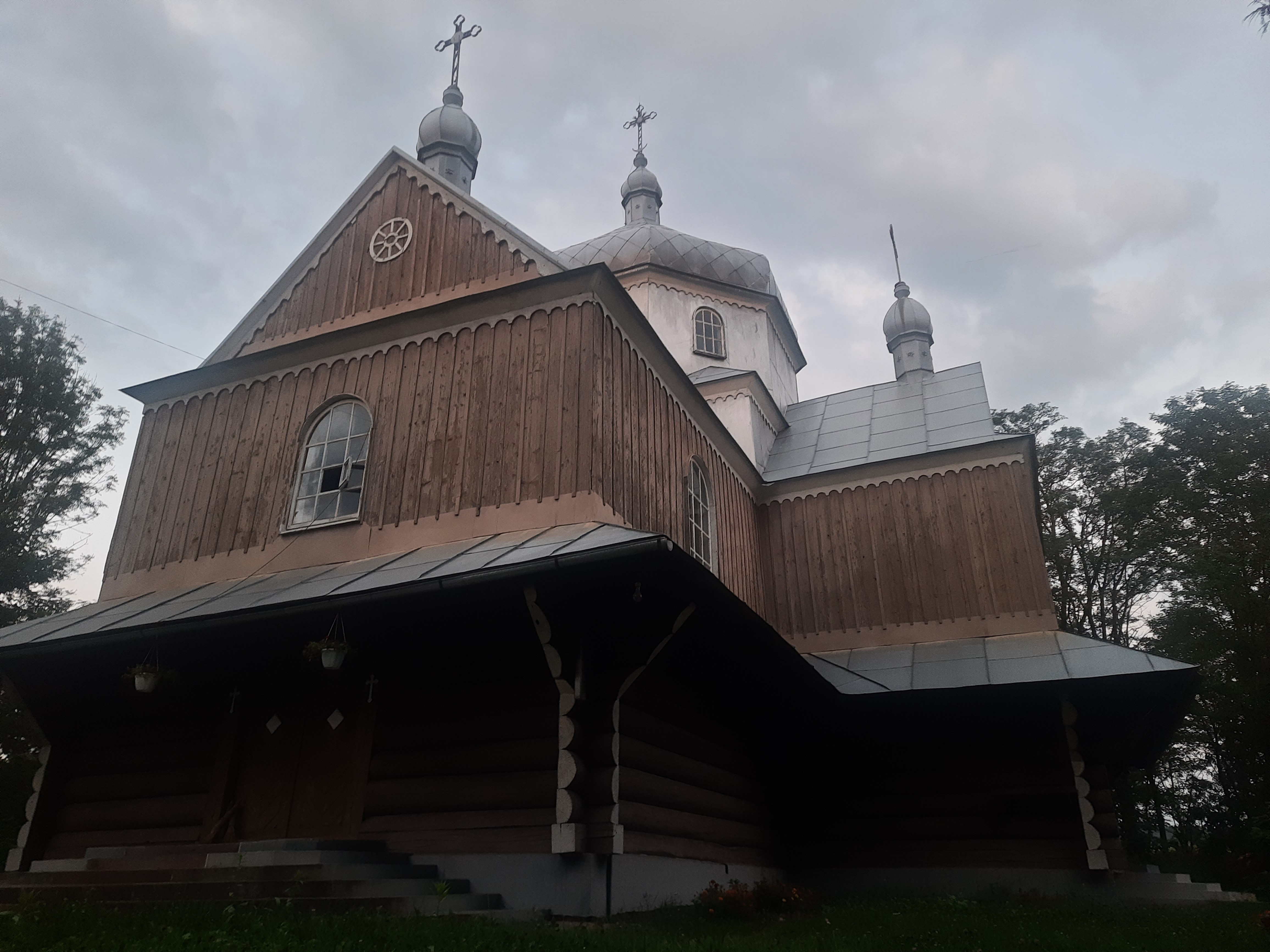
Церква Перенесення Мощей Святого Миколая
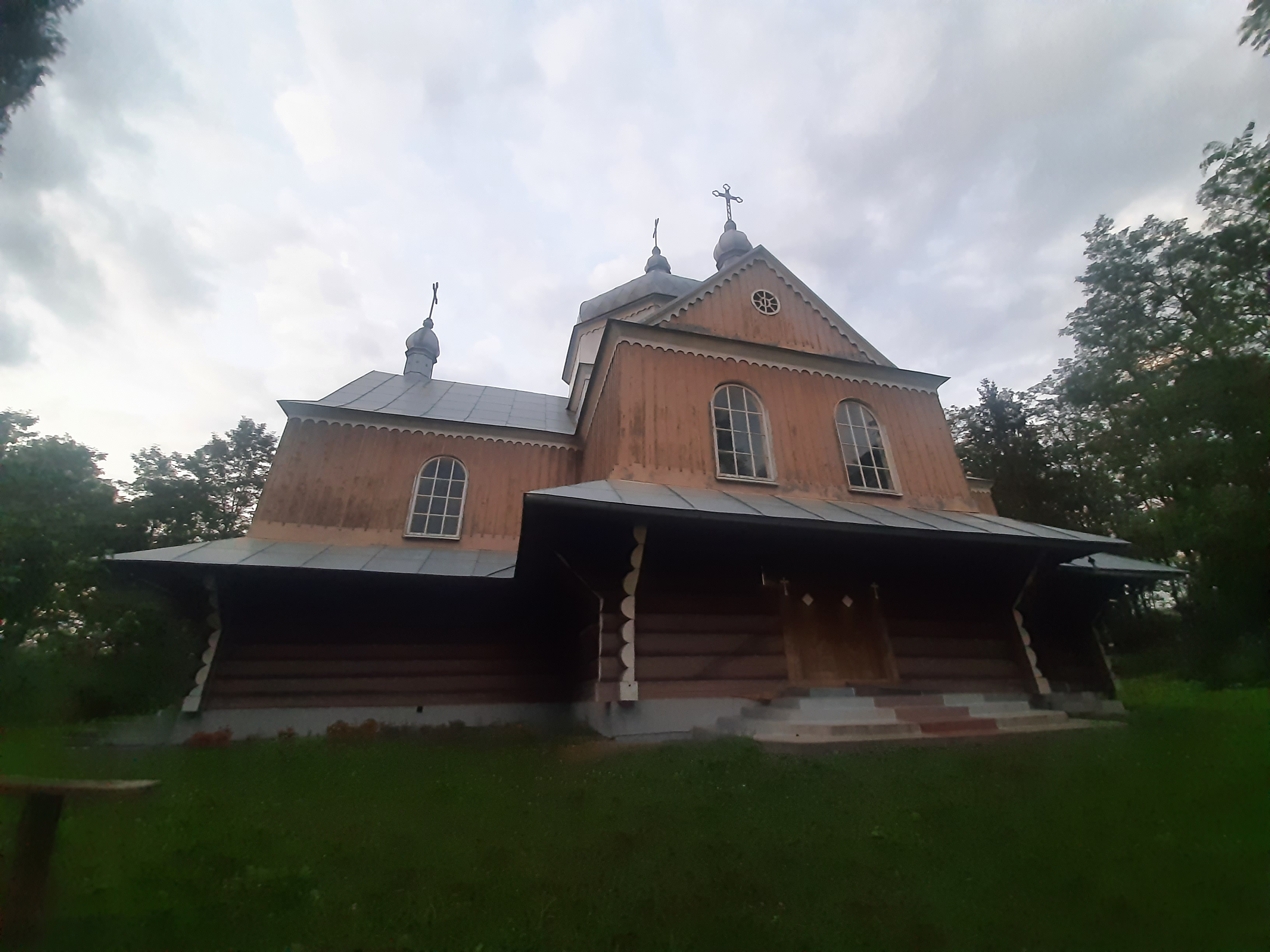
Церква Перенесення Мощей Святого Миколая
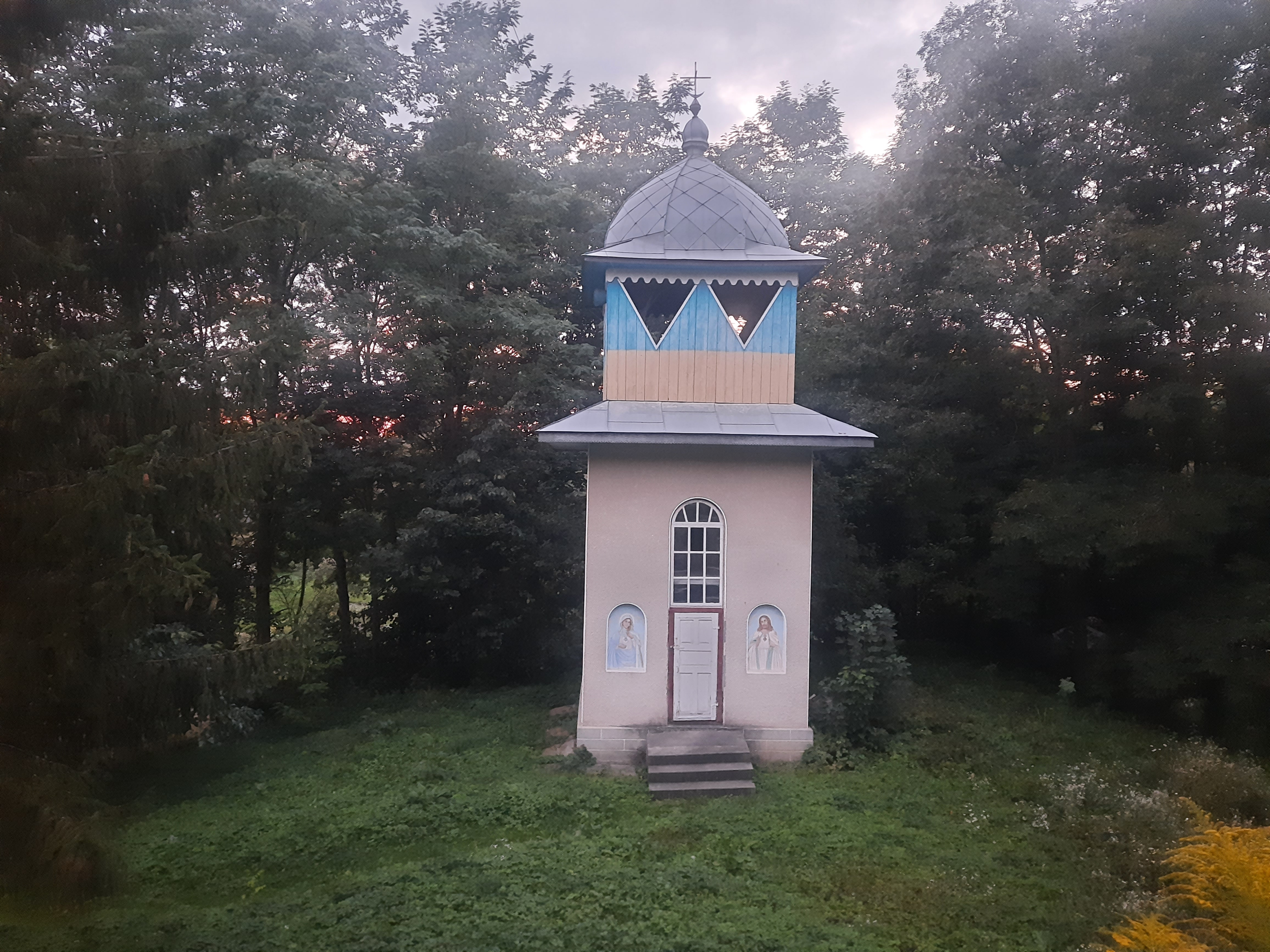
Дзвіниця церкви Перенесення Мощей Святого Миколая
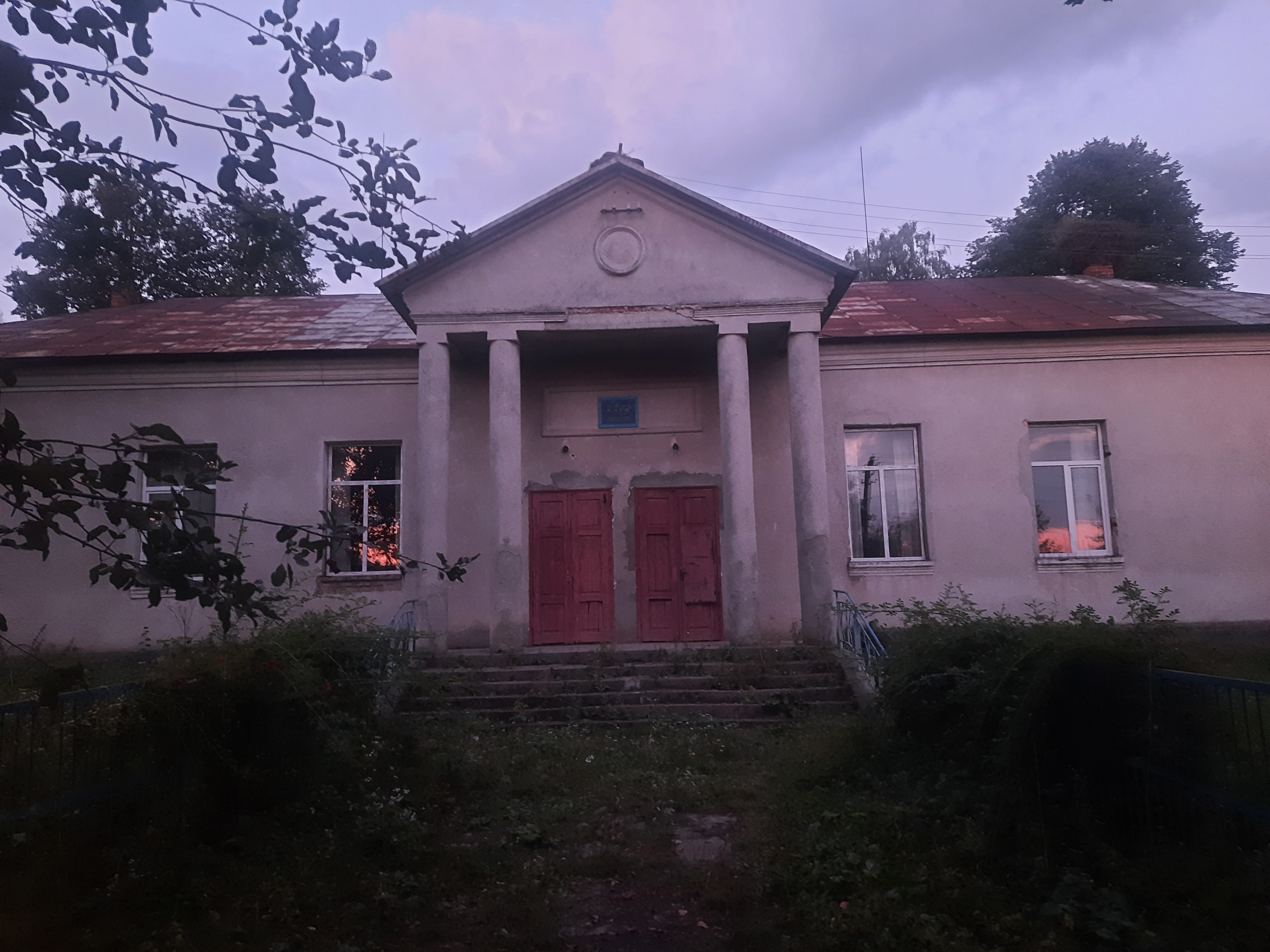
Клуб
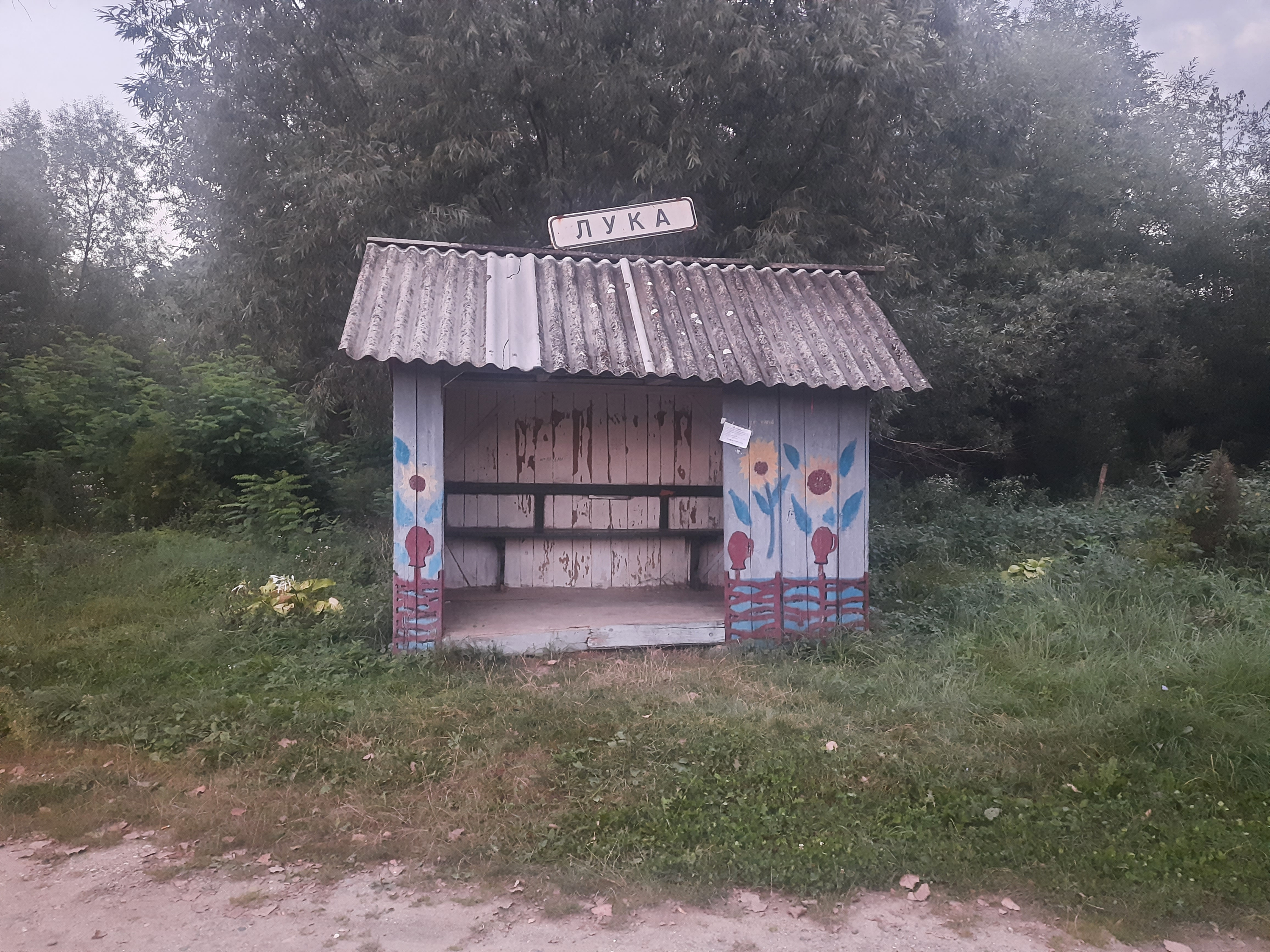
Автобусна зупинка